# A Vajdaság címere

A Vajdaság címere

A szerbiai Vajdaság címere három részből tevődik össze. Két mező függőleges, egy pedig vízszintes. A balfölső részen Bácska, a jobbfölső részen a Bánát, alul pedig a Szerémség címere található. Az elrendezés a területek földrajzi elhelyezkedését követi. A címert hivatalosan 2002 óta használják.

## A címer részei

### Bácska

Bács-Bodrog vármegye címere

A bal oldali függőleges mezőben Bácska címere van: királykék mezőben Pál apostol áll mezítláb zöld füvön, barna palástban, feje körül arany glóriával, jobb kezében lefelé fordítva arany markolatú és keresztvasú fehér kardot, bal kezében pedig fekete kötésű könyvet (az Ószövetséget) tart. Az apostol azt jelképezi, hogy a török uralom megdöntése után a kereszténység visszatért a megyébe. 
A motívumot az 1699-es karlócai béke óta használták Bács-Bodrog vármegye címerében. (A magyarországi Bács-Kiskun vármegye címerében is feltűnik mint Bácska jelképe.)

### Bánát

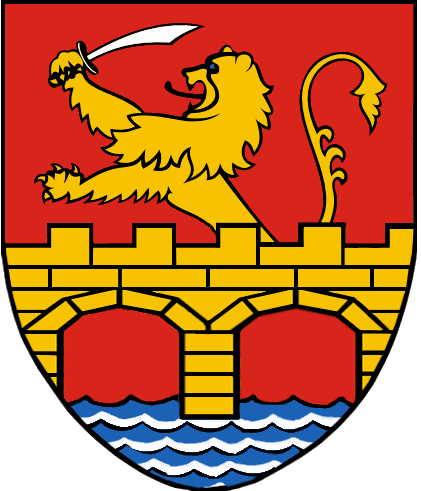
Bánát címere

A jobb oldali függőleges mezőben Temes vármegye címertartó állata van: vörös mezőben jobb felé forduló, jobb mancsában szablyát tartó aranyszínű oroszlán ágaskodik, és a törökök állandó fenyegetésével szembeni hősies bátorságot jelképezi.
A motívum 1779-től szerepelt Temes vármegye hivatalos címerében.

### Szerémség

Szerém vármegye címere

A vízszintes mezőben Szerémség címere van: királykék mezőben három ezüstszínű hullámvonal (a Bosut, a Száva és a Duna folyó), a második vonal alatt zöld füvön arany nyakláncos szarvas pihen, mögötte ciprusfa áll.
Szerém vármegye 1748-as címerben az aranynyakörves szarvas azt szimbolizálja, hogy a megye népe minden pillanatban kész volt saját védelmére kelni, a ciprus pedig az örökkévalóság szimbóluma.
Horvátország Vukovár-Szerém megyéjének címerében ugyanez a motívum tűnik fel.